# Pandóra (Epimétheusz felesége)

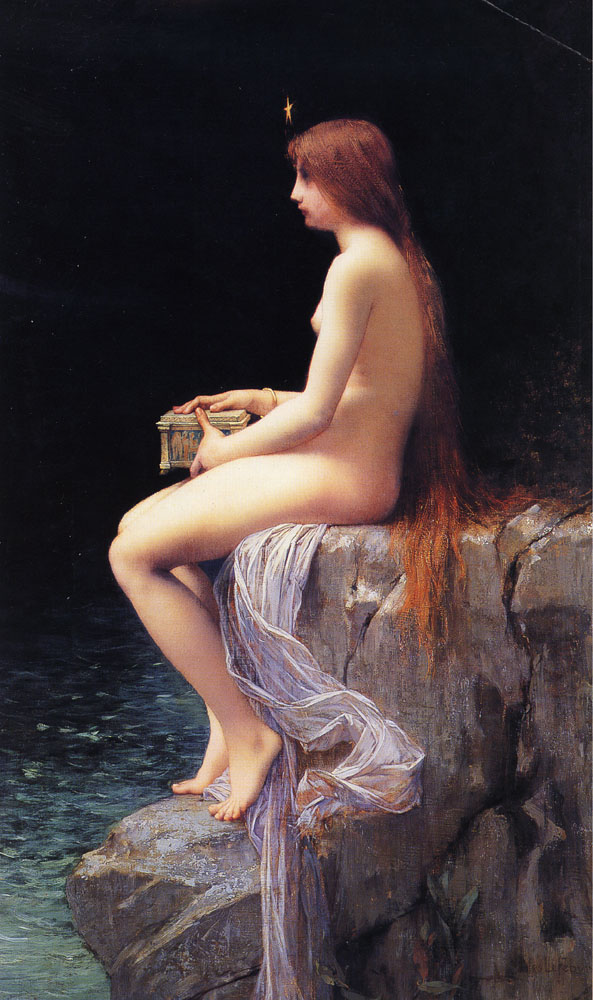
Pandóra Jules Joseph Lefebvre festményén

Pandóra (görögül: Πανδώρα) a görög mitológia szerint az első (földi, vagyis halandó) nő, akit istenek teremtettek.
Hésziodosz szerint Héphaisztosz és Pallasz Athéné teremtették Zeusz útmutatásai alapján, de minden isten adott valamilyen egyedi ajándékot a létrehozásához, vagy a teremtménynek. Más mitológiai változatban Zeusz utasította Héphaisztoszt, hogy nedves földből (agyagból) gyúrjon egy lényt, aki büntetésére lesz az emberiségnek Prométheusz árulásáért, aki ellopta az istenek tűzét és azt az embereknek adta; ehhez a bosszúhoz az összes isten csatlakozott, felajánlva a születendő lénynek egy-egy "csábító ajándékot". Zeusz Pandórát használta fel a bosszúra. Magát Prométheuszt a tettéért azzal büntette, hogy egy sziklához láncoltatta, ahol egy sas minden nap lakmározott a májából.

## Nevének eredete
Neve, a (görög Πανδώρα, azaz „csupa ajándék”. A szóösszetétel a πᾶν (pan): „minden” és a δῶρον (dóron) „jutalom”, „ajándék” szavakból ered; a jelentése pedig „a mindennel felruházott”, „a mindennel megáldott”, vagy „az összes adományt birtokló” is lehet. A Pandóra mitológia az isteni igazságosság kérdéskör korai felvetése, melyben arra keresik a választ az emberek, miért is létezik a gonosz a földön.

## Története
Zeusz féltékenyen látta, hogy a tűz a halandók birtokába került. Haragosan megfenyegette Prométheuszt:
Iapetosz fia, hiába vagy mindenkinél ravaszabb! Most örülsz, hogy engem kijátszottál, de még megkeserülöd te is, és az emberek is megfizetnek érte! Olyan ajándékot küldök nekik, amit mindnyájan szeretni fognak, és észre sem veszik, hogy a saját szerencsétlenségüket ölelik benne.

Így szólt és nevetett az istenek és az emberek atyja, s meghagyta Héphaisztosznak, a kovácsmesternek, hogy gyúrjon össze gyorsan földet vízzel, és abból formáljon istennőkhöz hasonló szépséges alakot, Athéné pedig tanítsa asszonyi munkára, mesteri szövésre-fonásra, az aranyos Aphrodité öntsön kedvességet, vágyat keltő szépséget a fejére, míg Hermész lássa el mindenféle csalafintasággal. Ezek szót fogadtak Zeusznak, hamarosan szemérmes szűz alakját formálta ki az agyagból a sánta kovácsisten, Pallasz Athéné felövezte és kicsinosította, Aphrodité kísérői, a Khariszok, és Peithó, a rábeszélés istennője, aranyláncokat aggattak rá, a széphajú Hórák tavaszi virágból font füzérrel díszítették fel, Hermész hazugságot, csábító szavakat és tolvaj szokásokat rejtett a keblébe, s ugyancsak ő, az istenek követe adott nevet is neki: Pandórának, „mindenki által megajándékozottnak” nevezte el, mert az Olümposz minden lakója ajándékozott neki valamit. S Hermészre bízta Zeusz, hogy vigye ajándékba Prométheusz testvéréhez, Epimétheuszhoz.
Epimétheuszt jó előre figyelmeztette Prométheusz, hogy ne fogadjon el semmit Zeusztól, de Epimétheusz megfeledkezett az intelemről, befogadta házába Pandórát, az első asszonyt.

Jókora agyaghombárok álltak Epimétheusz háza körül, felében-harmadában a földbe süllyesztve. Az egyikben gabona volt, a másikban must vagy olaj, így Pandóra megtalált férje házánál mindent, ami csak kellett. Egyetlen hombártól tiltotta Epimétheusz az asszonyt, de hiába, mert Pandóra oldalát fúrta a kíváncsiság: ugyan mi lehet benne? Egy óvatlan pillanatban leemelte a hombár fedelét, hát a sokféle baj kirepült belőle az emberek közé, akik eddig gond nélkül éltek. Kirepült a hombárból a Fáradtság, a Betegség, az Öregség; Pandóra ijedten csukta vissza a fedelet, de már késő volt, csak a Remény volt már a hombárban, amikor újra lezárult a nyílása. Azóta kell az embereknek fáradságos munkával megkeresniök a mindennapi kenyeret, és azóta töri meg tagjaikat a betegség és az öregség.
Így büntette meg Zeusz az embereket, amiért elfogadták a tüzet Prométheusz kezéből.
Epimétheusz és Pandóra lánya volt Pürrha, az emberiség ősanyja az özönvíz után, egyes mítoszváltozatokban Deukalión és Pürrha egyik gyermekét is Pandórának nevezték el nagyanyja után.